# Boigny-sur-Bionne
Boigny-sur-Bionne és un municipi francès, situat al departament del Loiret i a la regió de Centre – Vall del Loira. L'any 2020 tenia 2.079 habitants.

## Demografia

### Població
El 2020 la població de fet de Boigny-sur-Bionne era de 2.079 persones. Hi havia 816 famílies, de les quals 184 eren unipersonals (68 homes vivint sols i 116 dones vivint soles), 264 parelles sense fills, 328 parelles amb fills i 40 famílies monoparentals amb fills.
La població ha evolucionat segons el següent gràfic:
Habitants censats

### Habitatges
El 2007 hi havia 854 habitatges, 836 eren l'habitatge principal de la família, 2 eren segones residències i 16 estaven desocupats. 804 eren cases i 49 eren apartaments. Dels 836 habitatges principals, 681 estaven ocupats pels seus propietaris, 150 estaven llogats i ocupats pels llogaters i 5 estaven cedits a títol gratuït; 34 tenien dues cambres, 127 en tenien tres, 276 en tenien quatre i 399 en tenien cinc o més. 767 habitatges disposaven pel capbaix d'una plaça de pàrquing. A 315 habitatges hi havia un automòbil i a 455 n'hi havia dos o més.

### Piràmide de població
La piràmide de població per edats i sexe el 2009 era:
| Homes | Edats   | Dones |
| ----- | ------- | ----- |
| 0     | 95 o +  | 4     |
| 4     | 90 a 94 | 4     |
| 4     | 85 a 89 | 4     |
| 4     | 80 a 84 | 16    |
| 24    | 75 a 79 | 20    |
| 28    | 70 a 74 | 32    |
| 56    | 65 a 69 | 68    |
| 60    | 60 a 64 | 56    |
| 64    | 55 a 59 | 64    |
| 44    | 50 a 54 | 84    |
| 56    | 45 a 49 | 64    |
| 80    | 40 a 44 | 48    |
| 76    | 35 a 39 | 96    |
| 72    | 30 a 34 | 72    |
| 60    | 25 a 29 | 56    |
| 52    | 20 a 24 | 24    |
| 88    | 15 a 19 | 56    |
| 112   | 10 a 14 | 76    |
| 60    | 5 a 9   | 56    |
| 56    | 0 a 4   | 28    |

## Economia
El 2007 la població en edat de treballar era de 1.345 persones, 1.012 eren actives i 333 eren inactives. De les 1.012 persones actives 950 estaven ocupades (475 homes i 475 dones) i 62 estaven aturades (34 homes i 28 dones). De les 333 persones inactives 126 estaven jubilades, 131 estaven estudiant i 76 estaven classificades com a «altres inactius».

### Ingressos
El 2009 a Boigny-sur-Bionne hi havia 835 unitats fiscals que integraven 2.180 persones, la mediana anual d'ingressos fiscals per persona era de 22.035 €.

### Activitats econòmiques
Dels 62 establiments que hi havia el 2007, 5 eren d'empreses de fabricació de material elèctric, 3 d'empreses de fabricació d'altres productes industrials, 1 d'una empresa de construcció, 10 d'empreses de comerç i reparació d'automòbils, 3 d'empreses de transport, 5 d'empreses d'hostatgeria i restauració, 3 d'empreses d'informació i comunicació, 5 d'empreses financeres, 2 d'empreses immobiliàries, 7 d'empreses de serveis, 10 d'entitats de l'administració pública i 8 d'empreses classificades com a «altres activitats de serveis».
Dels 11 establiments de servei als particulars que hi havia el 2009, 1 era una oficina de correu, 1 una oficina bancària, 2 tallers de reparació d'automòbils i de material agrícola, 1 autoescola, 1 fusteria, 3 perruqueries, 1 agència immobiliària i 1 saló de bellesa.
Dels 3 establiments comercials que hi havia el 2009, 1 era un hipermercat, 1 una fleca i 1 una peixateria.
L'any 2000 a Boigny-sur-Bionne hi havia 4 explotacions agrícoles.

## Equipaments sanitaris i escolars
L'únic equipament sanitari que hi havia el 2009 era una farmàcia.
El 2009 hi havia 1 escola maternal i 1 escola elemental.

## Poblacions més properes
El següent diagrama mostra les poblacions més properes.